# 180 av. J.-C.
Cette page concerne l'année 180 av. J.-C. du calendrier julien proleptique.

## Événements
- 22 décembre 181 av. J.-C. (15 mars 574 du calendrier romain)  : début à Rome du consulat de Aulus Postumius Albinus Luscus et Caius Calpurnius Piso. Q. Fulvius Flaccus est subrogé à Caius Calpurnius Piso, victime d'une épidémie[1].
  - Loi « Villia Annalis », qui réglemente le « cursus honorum »[2] pour lutter contre les ambitions personnelles.
  - Victoire du proconsul Marcus Baebius en Ligurie. Il déporte 40 000 Ligures apuani mâles dans le Samnium, en Italie centrale ; le consul Quintus Fulvius Flaccus continue sa politique et 7 000 Apuani sont installés dans le Samnium en cette même année et 3 200 en Italie du nord l'année suivante[3].
  - Luca, sur le territoire des Apuani, devient une colonie romaine[4].
  - En Espagne, Fulvius Flaccus sort victorieux d’une embuscade tendue par les Celtibères au Saltus Manlianus au début de l’année[5].
- Printemps : Tibérius Sempronius Gracchus, nommé préteur en Hispanie citérieure, arrive à Tarraco[6]. Il apaise la révolte des Celtibères par sa modération (180/179 av. J.-C.). Après son départ (178 av. J.-C.), l’Espagne romaine connaît la paix jusqu’en 154 av. J.-C., troublée seulement par des accidents sans grande importance et strictement localisés.
- 2 septembre/6 octobre : mort de Ptolémée V Épiphane, roi d’Égypte[7], empoisonné par un membre de sa cour pour son pouvoir autoritaire et arbitraire. Accession au trône de Ptolémée VI Philometor après l'assassinat de son père. Âgé de cinq ans, il règne sous la régence de sa mère Cléopâtre Ire (fin en 145 av. J.-C.).
- 14 novembre : après le décès de l'impératrice douairière Lü Zhi, qui dirige la Chine depuis la mort de Liu Bang, l'empereur Wendi, de son nom personnel Liu Heng, monte sur le trône (fin en 157 av. J.-C.)[8]. Les partisans de Lu Zhi sont égorgés par les princes impériaux.

- Les Romains autorisent Cumes à rédiger ses actes officiels en latin, et non plus en grec[9].

## Naissances
- Apollodore d'Athènes, grammairien grec (date approximative).
- Viriatus, leader de la révolte lusitanienne.

## Décès en 180 av. J.-C.
- 15 août : Lü Zhi, impératrice douairière de Chine[8].
- Aristophane de Byzance (né en 257 av. J.-C.), grammairien et critique grec, directeur de la bibliothèque d’Alexandrie.
- Apollonius de Perga (né en 262 av. J.-C.) mathématicien qui enseignait à Alexandrie et à Pergame, auteur d’un traité relatif aux sections coniques et de travaux sur la valeur de Pi.
- Ptolémée V, pharaon lagide d'Égypte.